# ニジニ・ノヴゴロドクレムリン
ニジニ・ノヴゴロドクレムリン（ロシア語: Нижегородский кремль  ）は、歴史的な市内中心部であるニジニ・ノヴゴロドの要塞（クレムリ）。

## 歴史

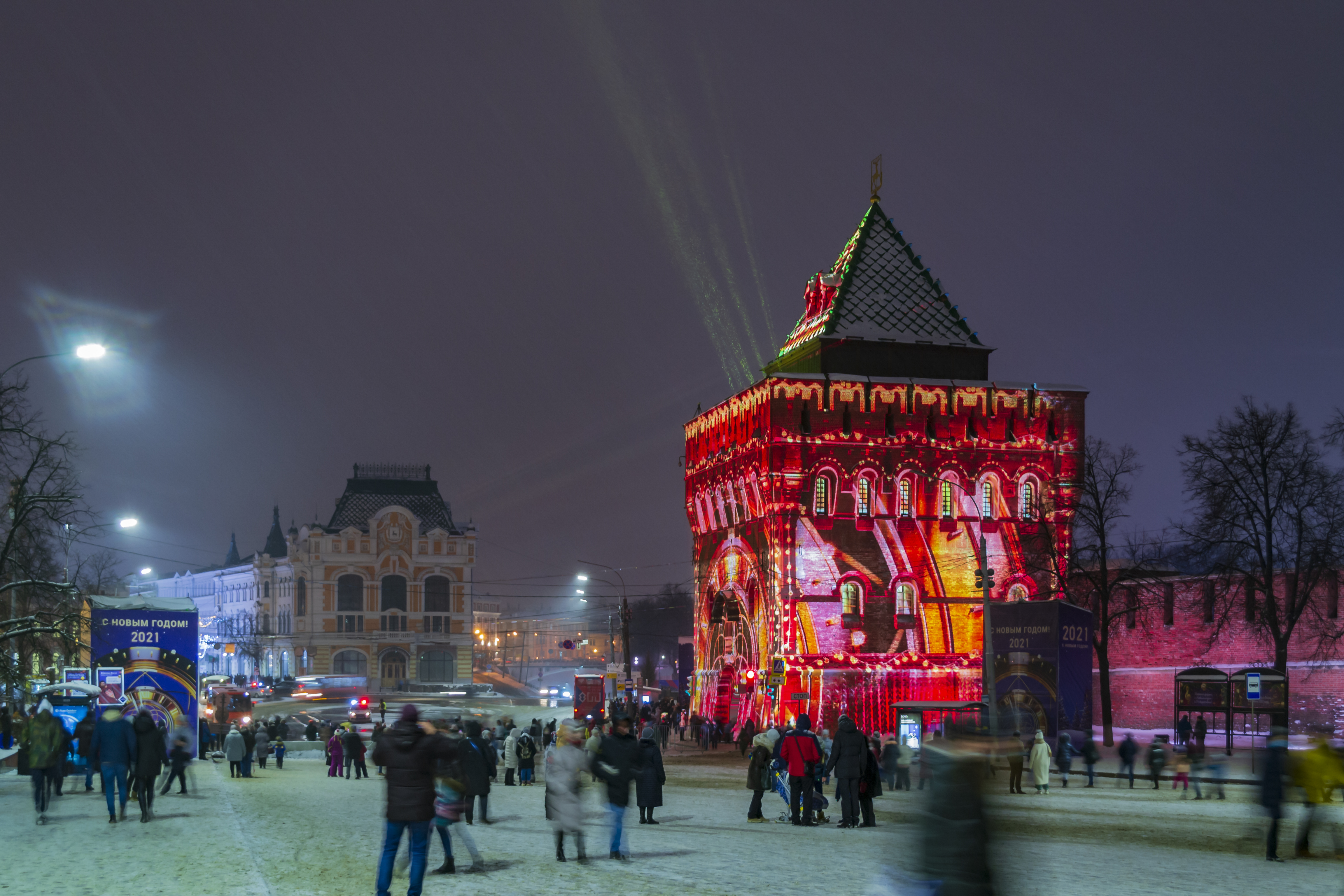
2021年のクリスマスのイルミネーションで飾られたクレムリンのドミトリエフスカヤタワー

木製の砦を石のクレムリンに置き換える最初の試みは1374年に記録されたが、建設はドミトロフスカヤ塔として知られる単一の塔に限定されていた（これは残っていない）。イヴァン3世の統治下で、ニジニノヴゴロドは警備都市の役割を果たし、常設の駐屯地を持っていた。それはカザンのカザンに対するモスクワの行動のために軍隊を集めるための場所として役立った。街の防衛を強化するために、壁の建設工事が再開された。
ニジニノヴゴロドの石クレムリンの建設は、1500年にイワノフスカヤタワーの建設から始まった。 主な作業は1508年に始まり、1515年までに壮大な建物が完成した。古い要塞を形成していたオークの壁は、1513年に大火事で破壊された。2kmの壁は13の塔で補強された（そのうちの1つであるザチャチエフスカヤはヴォルガ川の岸にあった。保存されていなかったが、2012年に再建された）。 この「ストーンシティ」には、頑丈な砲兵器を備えた常設の駐屯地があった。 カザンの崩壊により、ニジニノヴゴロドクレムリンはその軍事的重要性を失い、後に市と州当局を収容した。
第二次世界大戦中、シークレットタワー、ノーザンタワー、クロックタワーの屋根が解体され、上部のプラットフォームに対空機関銃が設置された。 ドイツ空軍はカナヴィンスキー橋、ニジニ・ノヴゴロドの定期市を爆撃したが、クレムリンの防空はこれらの物体を防御した。
ソビエトロシアの閣僚評議会は、1949年1月30日に、ニジニノヴゴロドクレムリンの修復を命じた。 

2018年10月、考古学者は、破壊された聖シメオン教会の跡地に中世の集落と墓地の遺跡を発見した。発見物は13世紀に属し、ニジニノヴゴロドが設立された1221年までの最も古い文化層であった。 すべての発掘が終わった後、展示品はミューズ化され、聖シメオン教会がこの場所に再現された。

## タワーズ
次の13の塔が生き残っている。反時計回り：

ニジニノヴゴロドクレムリンの塔

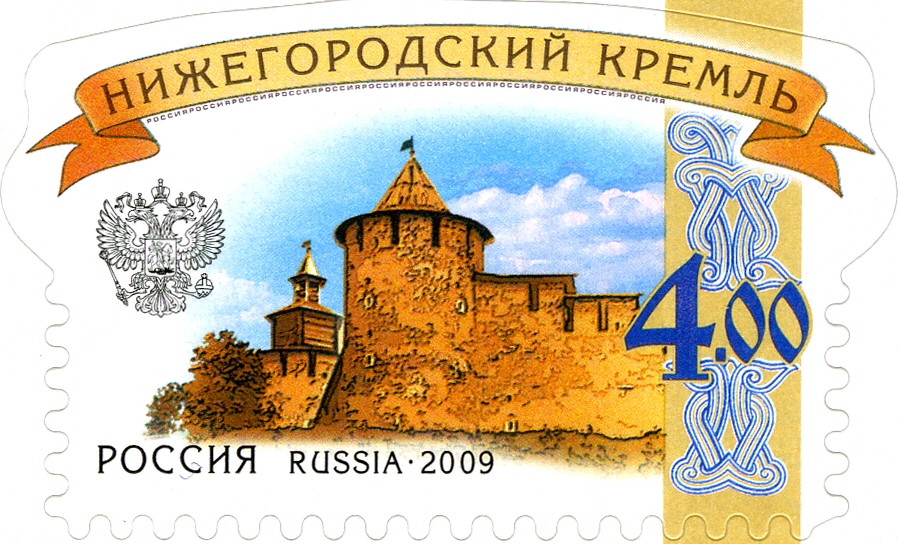
ニジニノヴゴロドクレムリンを示すロシアの普通切手のシート。

1. ゲオルギエフスカヤタワー（ロシア語: Георгиевская башня 'セントジョージタワー' 聖ゲオルギオス）
2. ボリソグレブスカヤタワー（ロシア語: Борисоглебская башня '聖ボリスとグレブ塔' ボリスとグレブ; 18世紀に地滑りにより破壊され、1972年に再建された）
3. コンセプションタワー（ロシア語: Зачатская башня 'コンペプションタワー'; 18世紀に地滑りにより破壊され、2012年に再建された）
4. ベラヤタワー（ロシア語: Белая башня 'ホワイトタワー' ）
5. イワノフスカヤタワー（ロシア語: Ивановская башня 'セントジョンズタワー' 洗礼者ヨハネ）
6. チャソヴァヤタワー（ロシア語: Часовая башня '時計台' ）
7. セヴェルナヤタワー（ロシア語: Северная башня 'ノーザンタワー'）セヴェルナヤ
8. タイニツカヤタワー（ロシア語: Тайницкая башня '秘密の塔' ）
9. コロミスロヴァタワー（ロシア語: Коромыслова башня 'ヨークタワー'）
10. ニコリスカヤタワー（ロシア語: Никольская башня '聖ニコラスタワー' ミラのニコラオス）ニコリスカヤ
11. クラドヴァヤタワー（ロシア語: Кладовая башня 'パントリータワー'）
12. ドミトリエフスカヤタワー（ロシア語: Дмитриевская башня 'デメトリウスタワー' テッサロニキのデメトリウス）
13. パウダータワー（ロシア語: Пороховая башня 'パウダータワー')

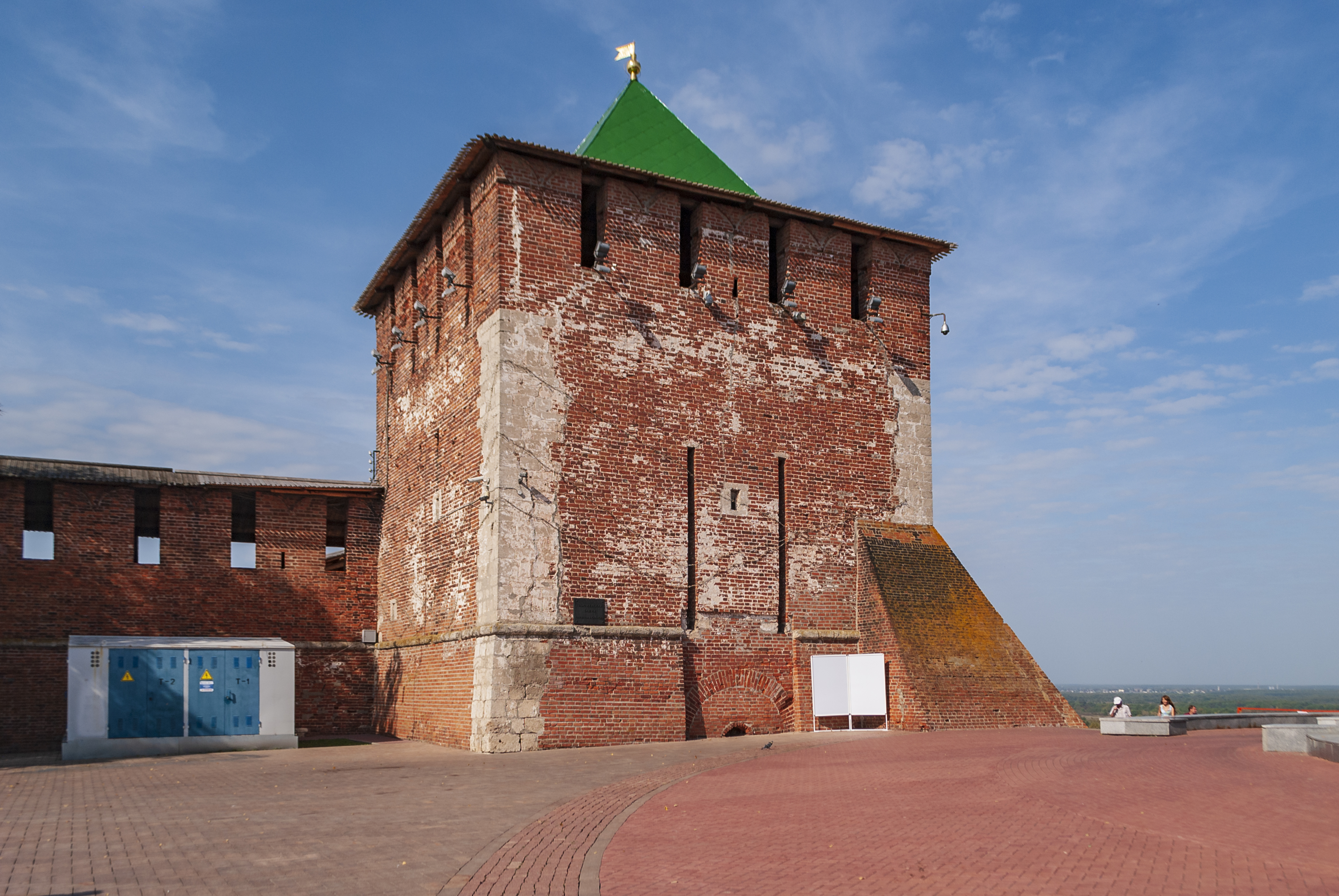
ゲオルギエフスカヤタワー 聖ゲオルギオスタワー Георгиевская
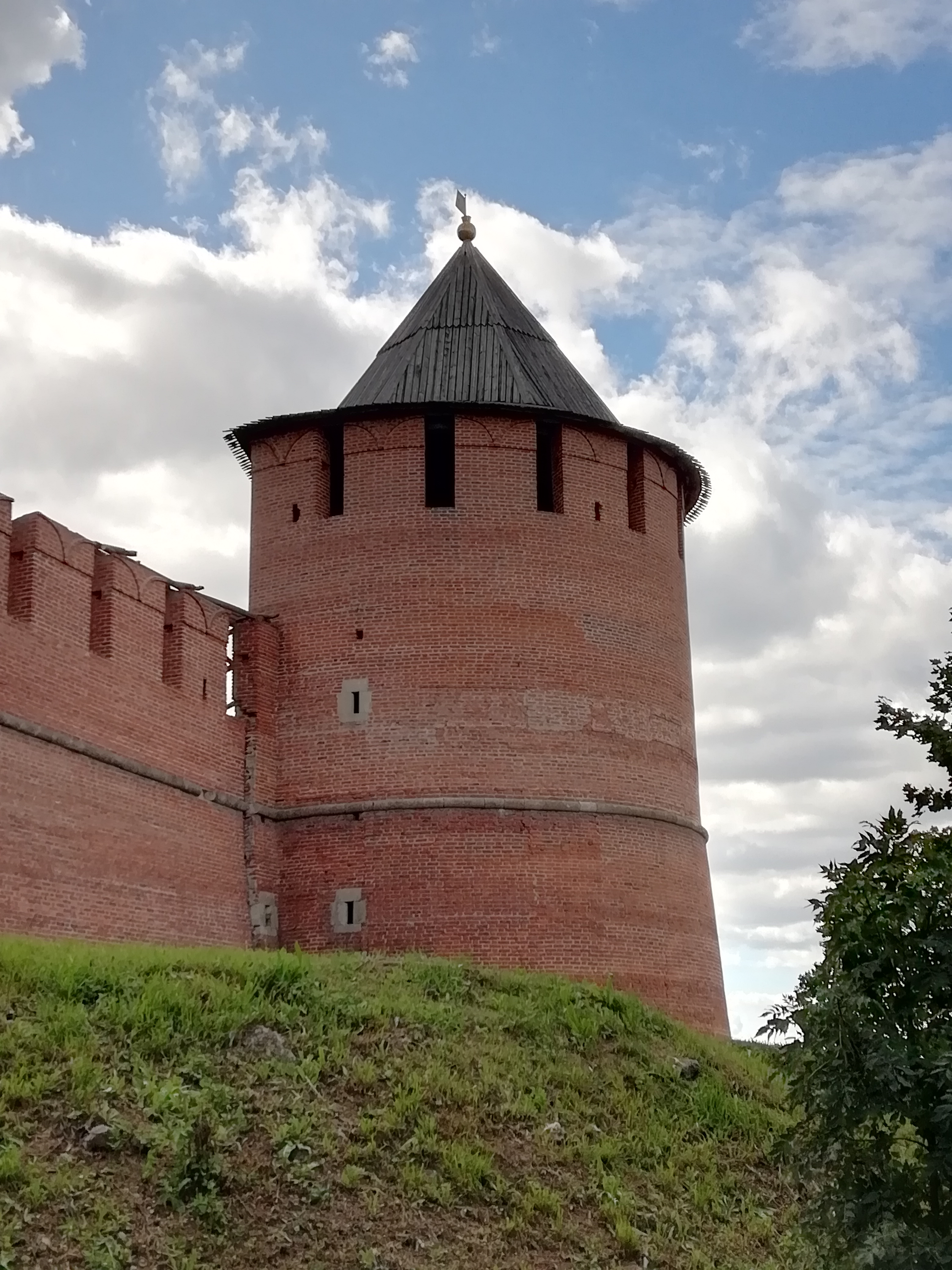
ボリソグレブスカヤタワー ボリスとグレブタワー Борисоглебская
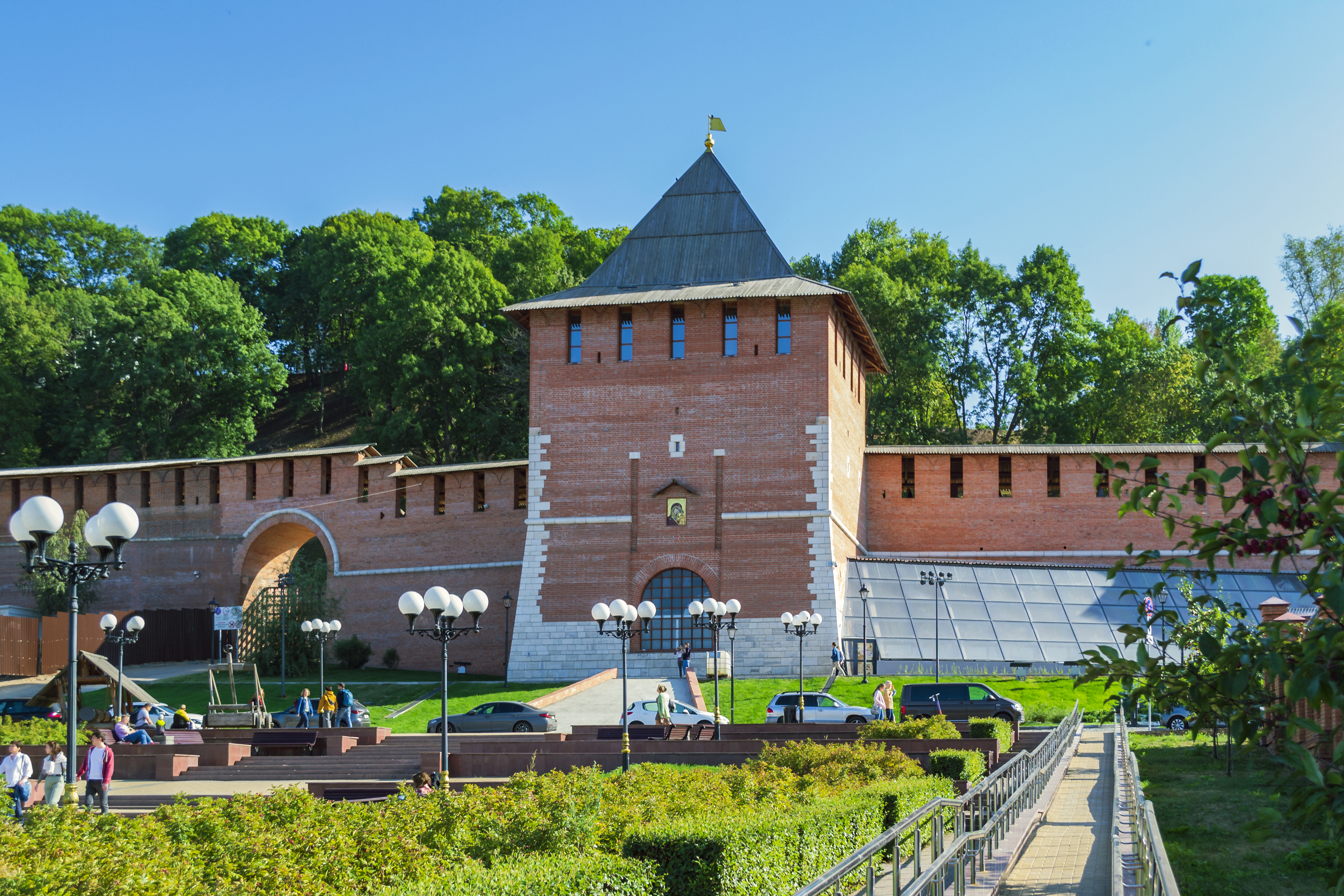
コンセプションタワー コンセプションタワー Зачатская
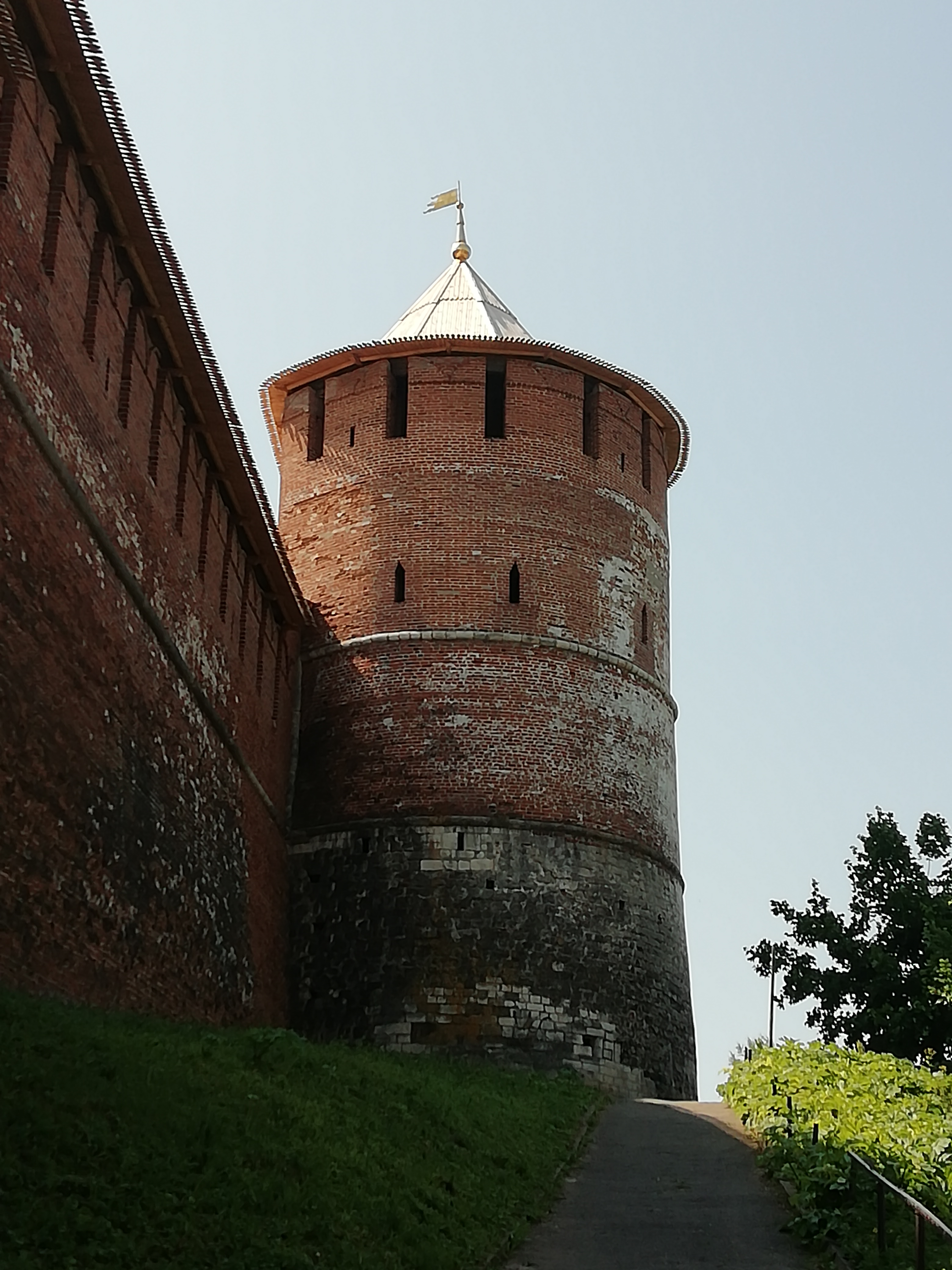
ベラヤタワー ホワイトタワー Белая
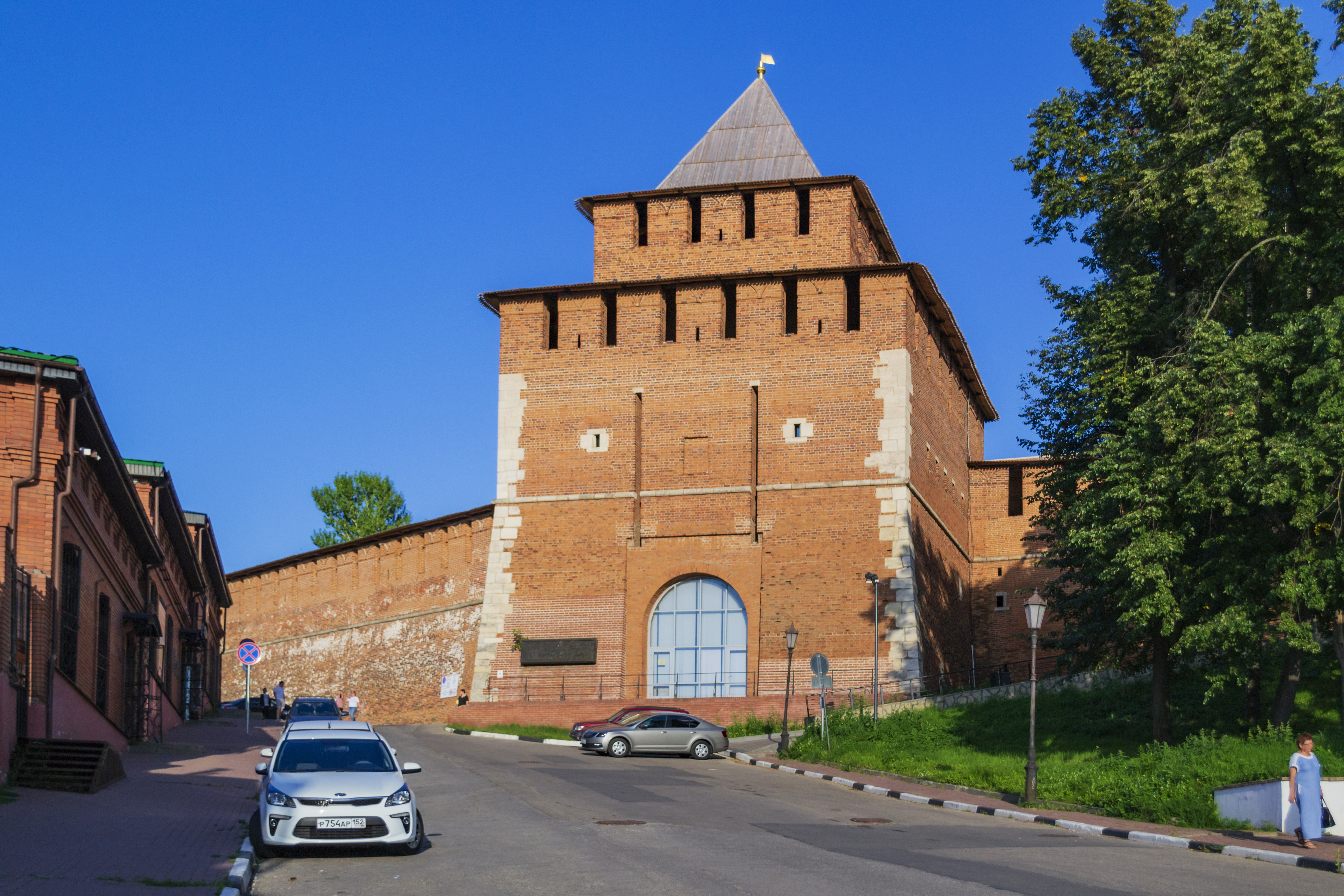
イワノフスカヤタワー 洗礼者ヨハネタワー Ивановская
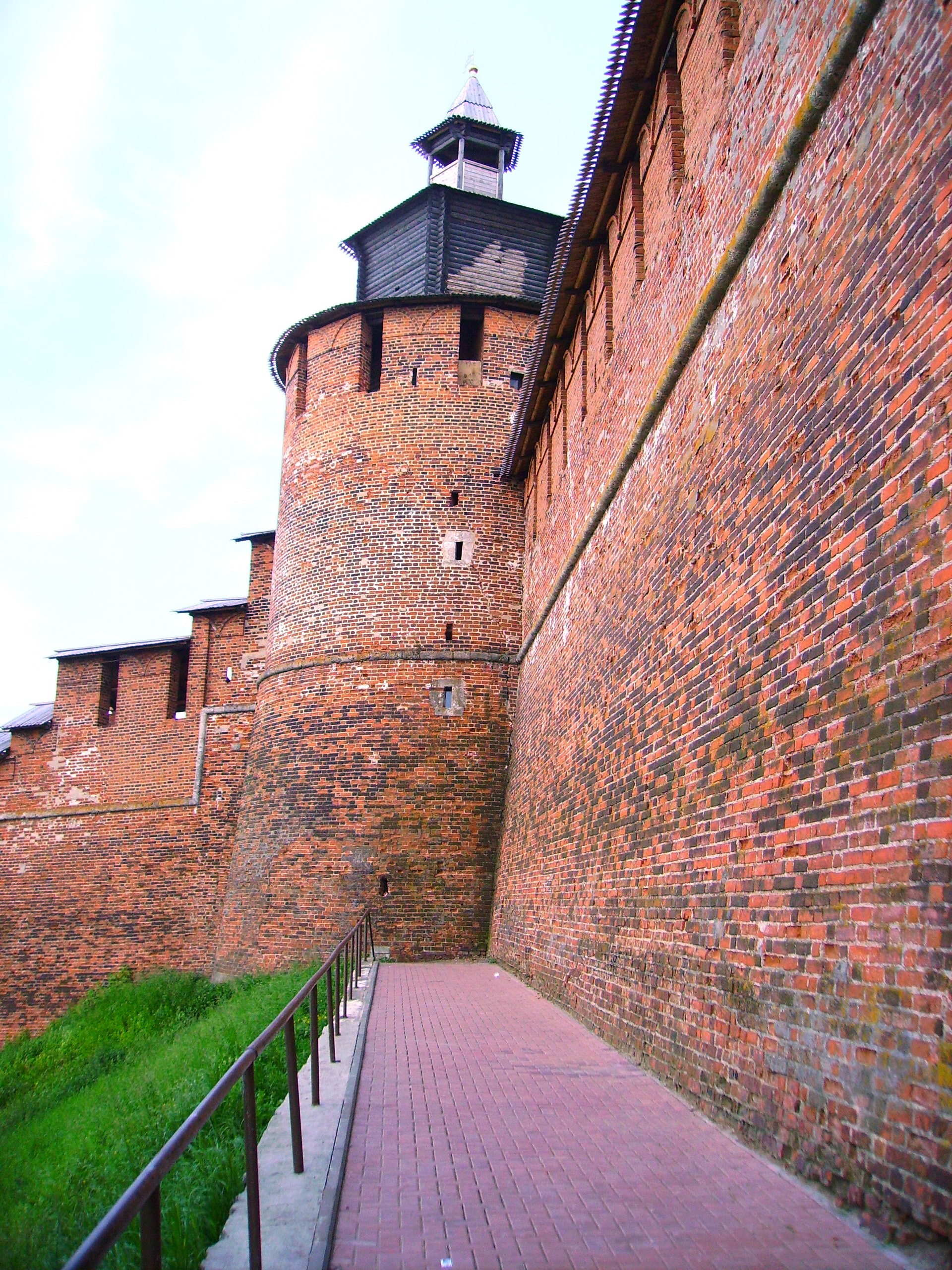
チャソヴァヤタワー クロックタワー Часовая
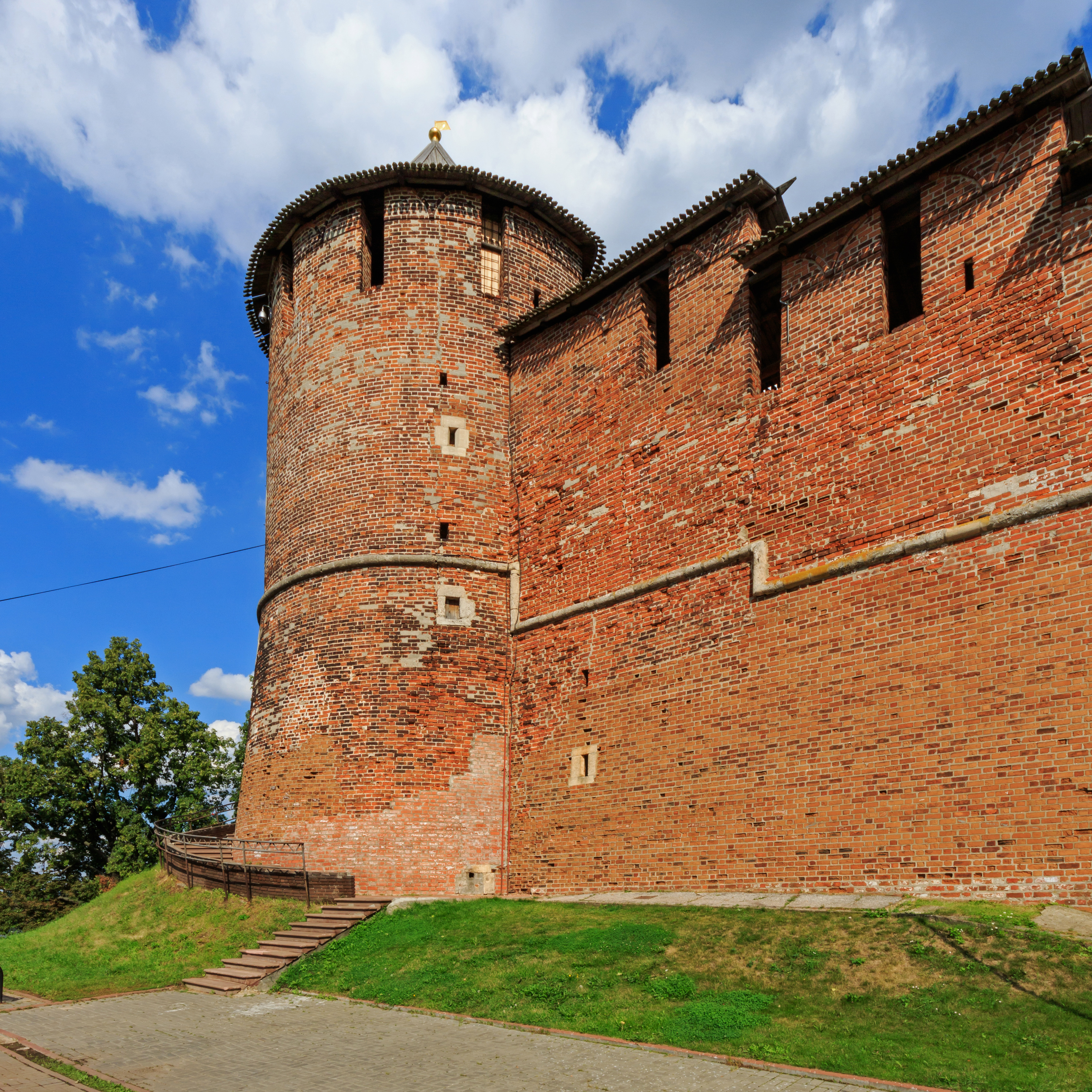
セヴェルナヤタワー ノーザンタワー Северная
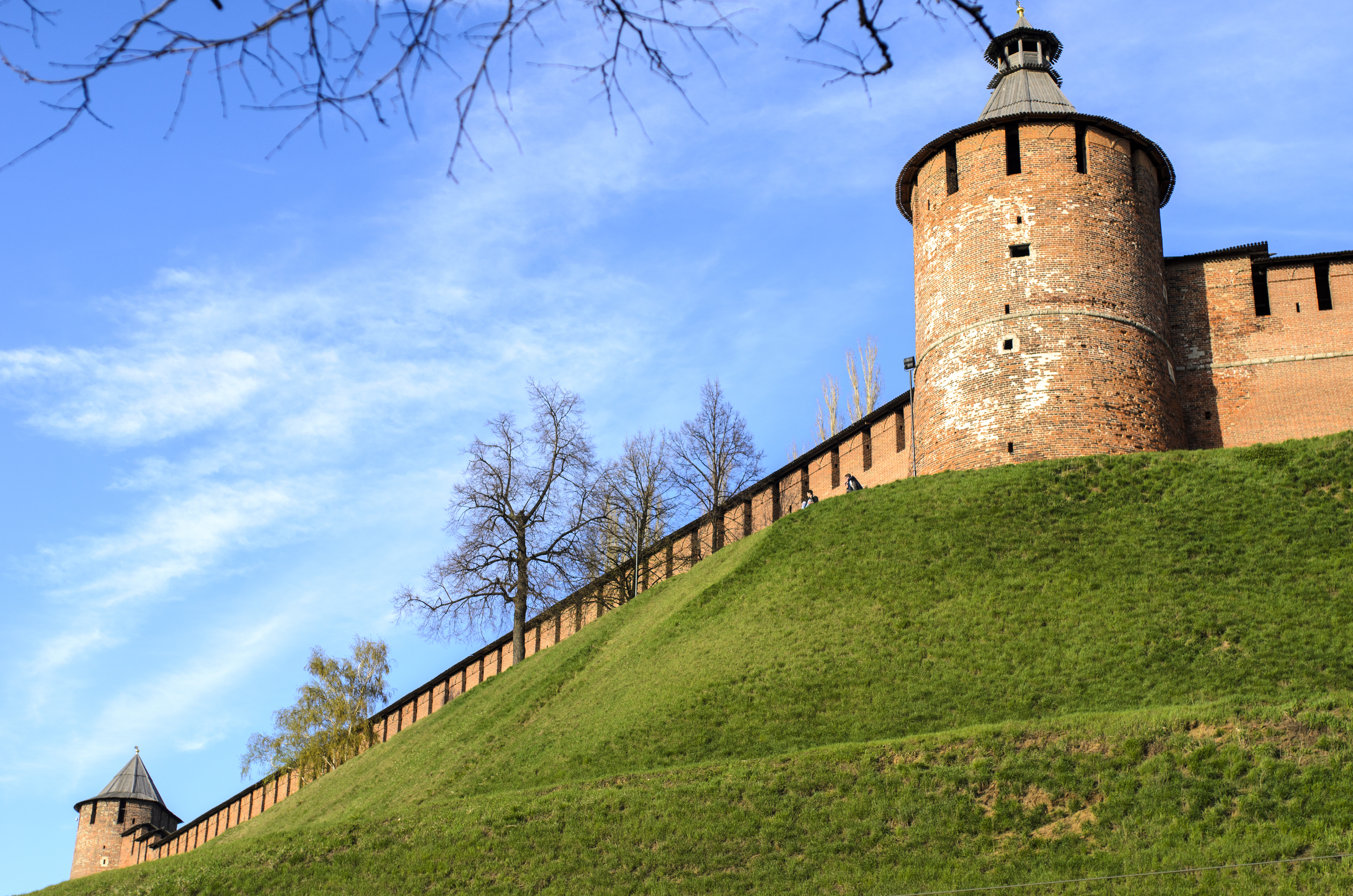
タイニツカヤタワー シークレットタワー Тайницкая
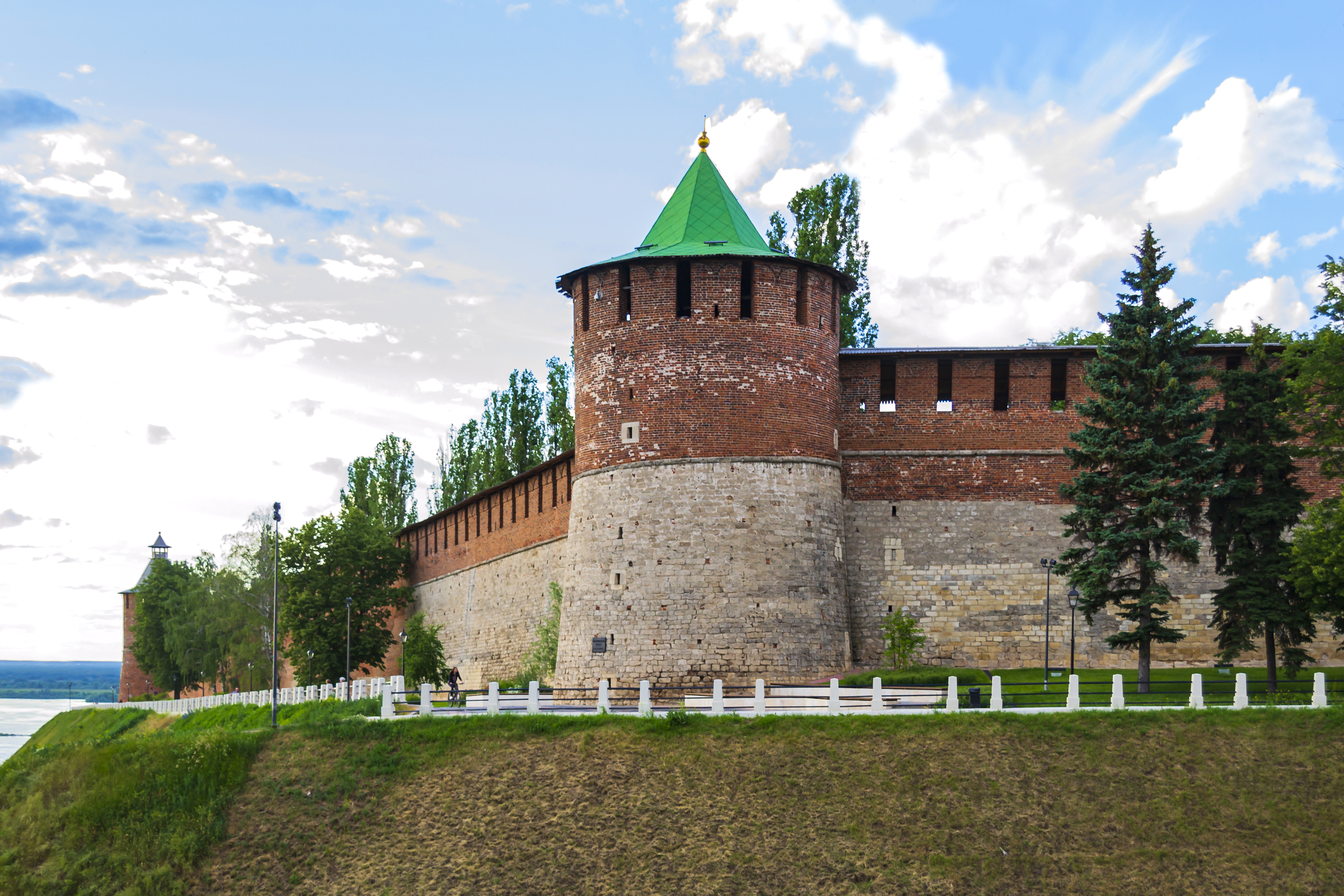
コロミスロヴァタワー 天秤棒タワー Коромыслова
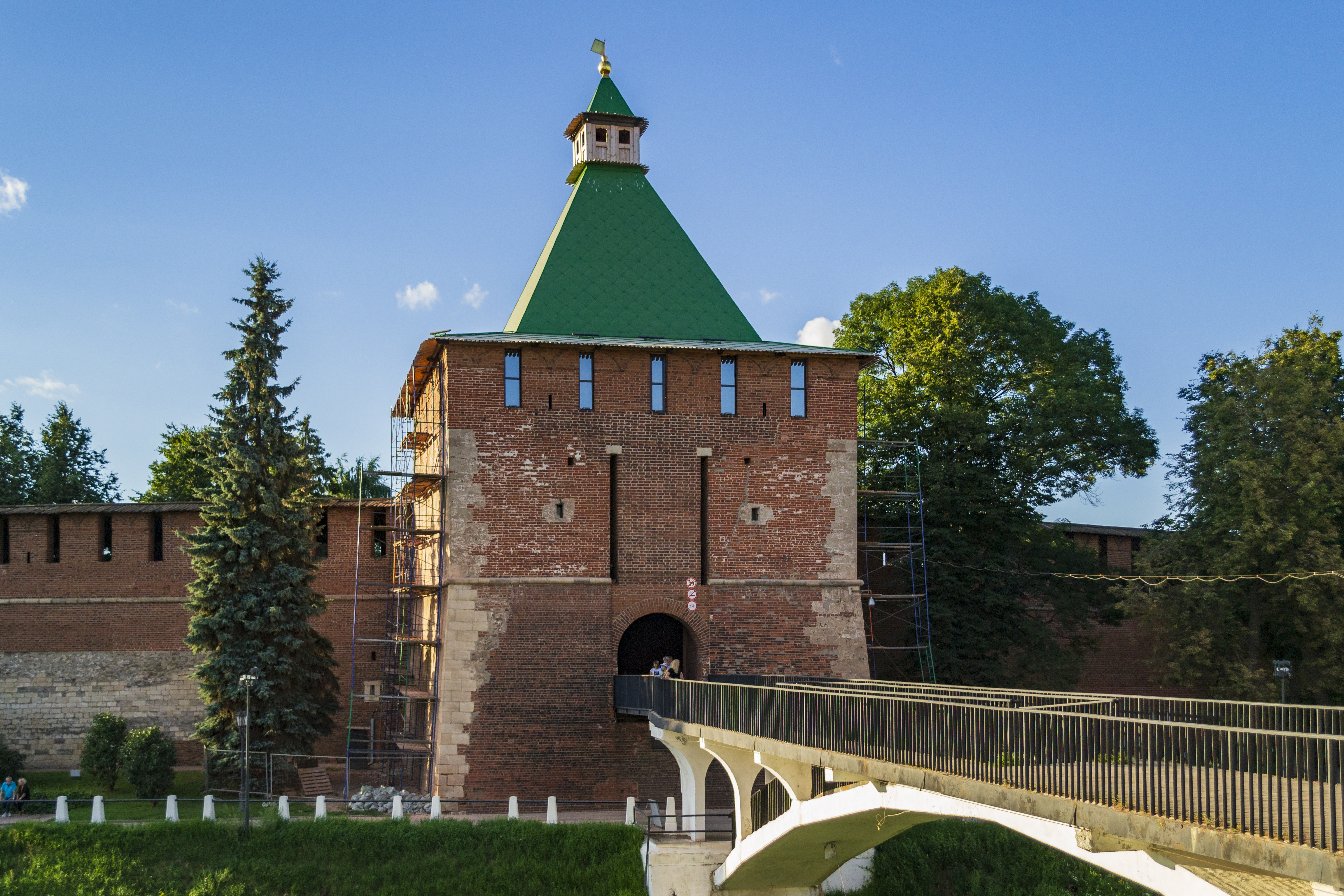
ニコリスカヤタワー ミラのニコラオスタワー Никольская
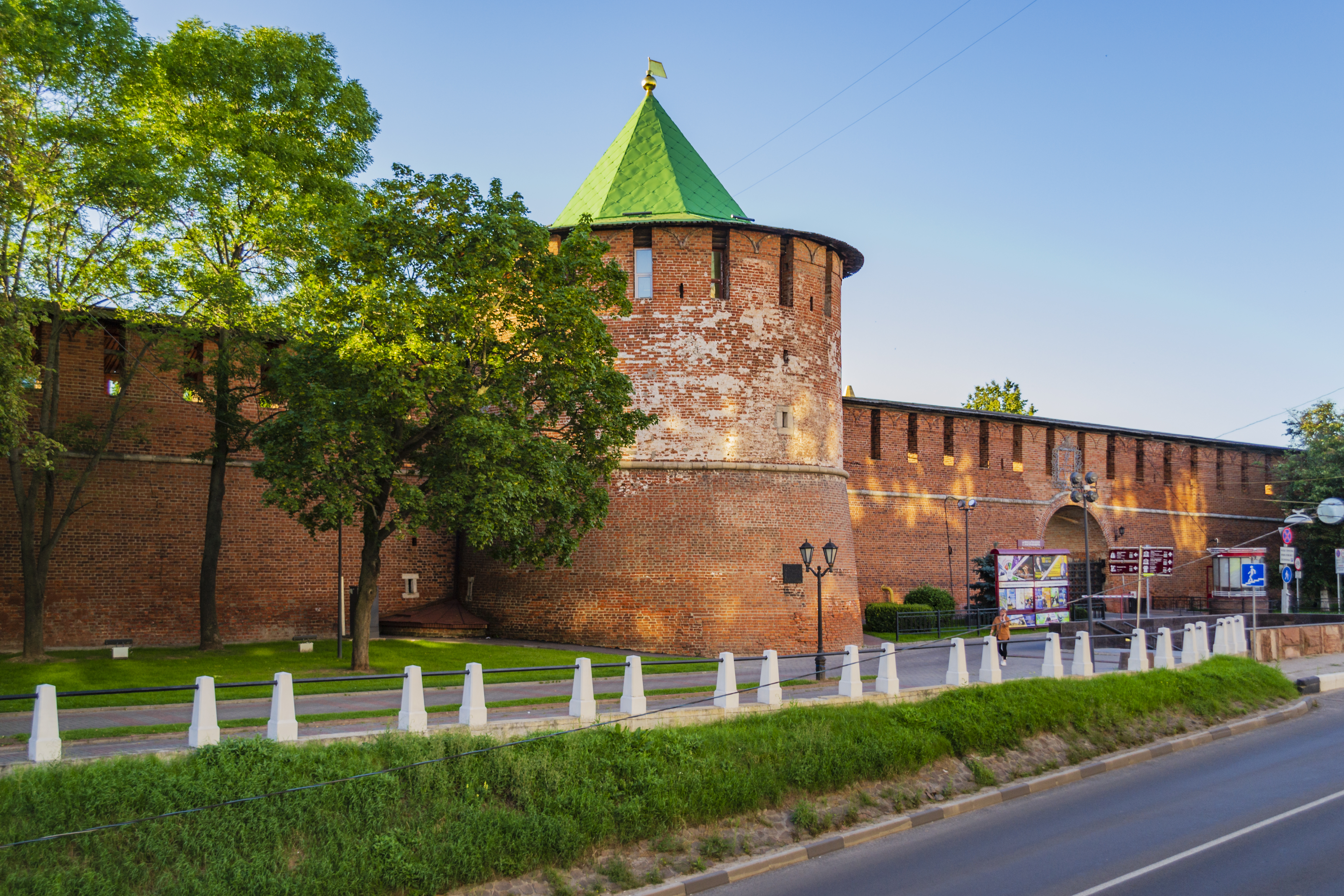
クラドヴァヤタワー パントリータワー Кладовая
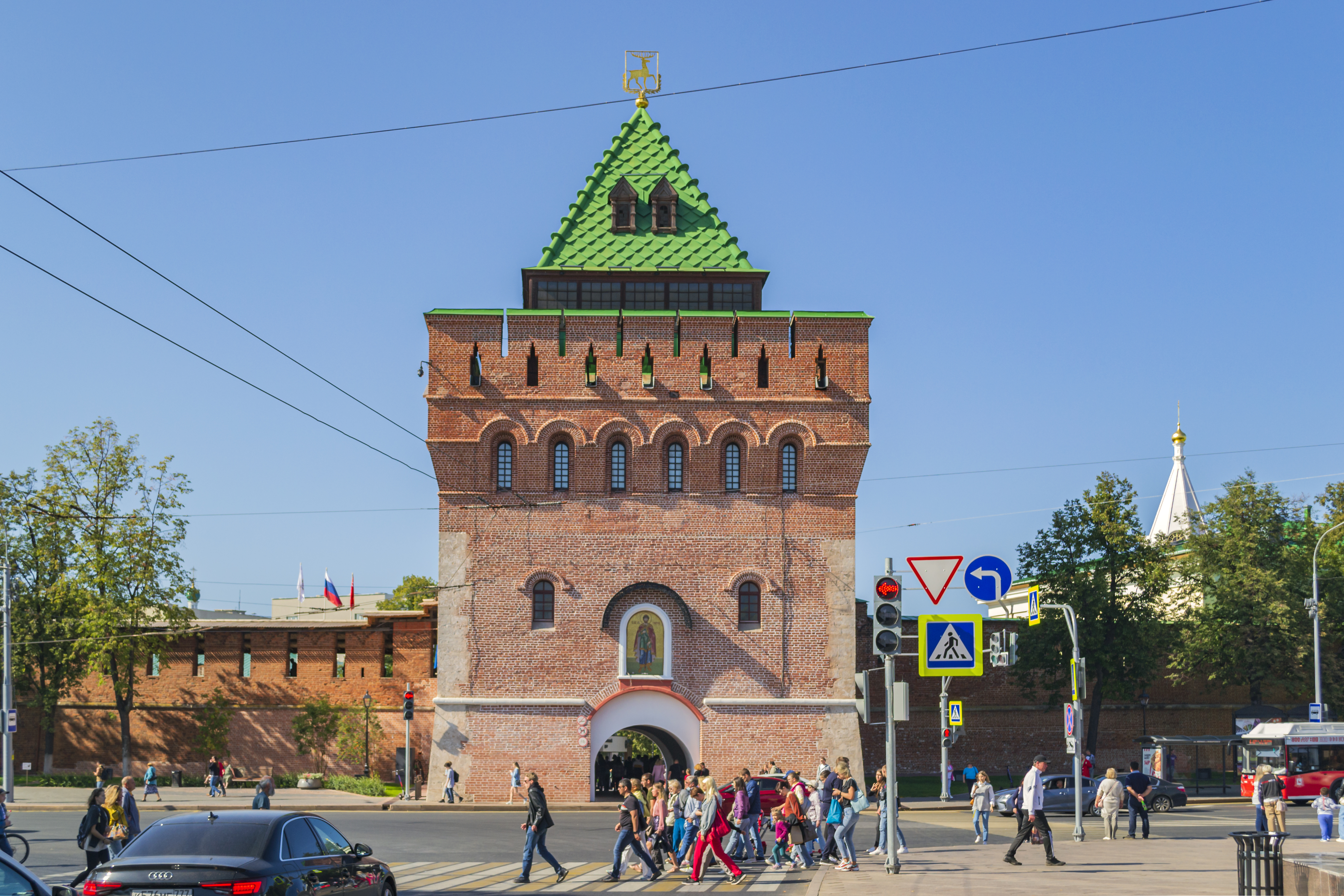
ドミトリエフスカヤタワー セントデメトリウスタワー Дмитровская
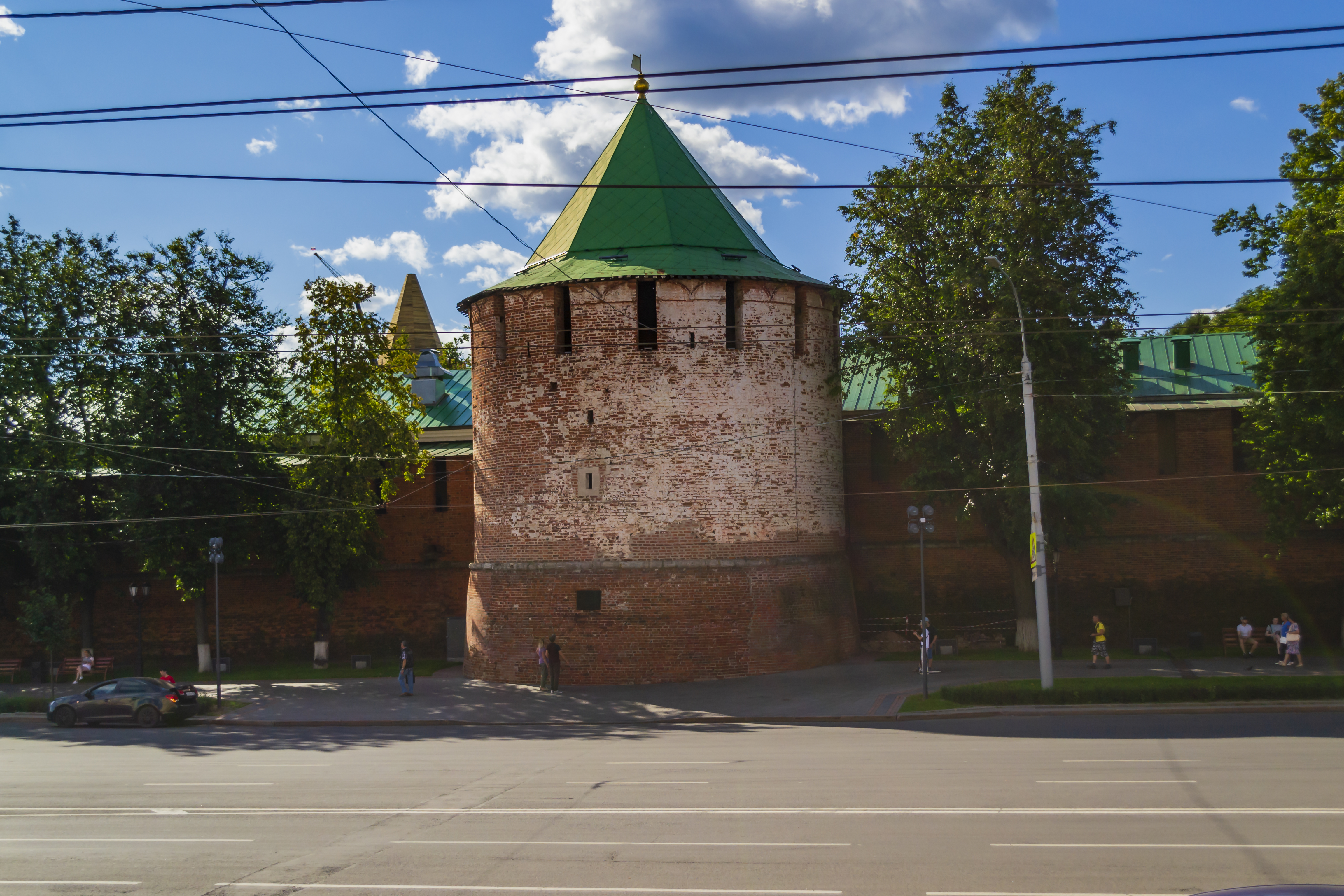
パウダータワー 粉末塔 Пороховая

## その他の建物および建設

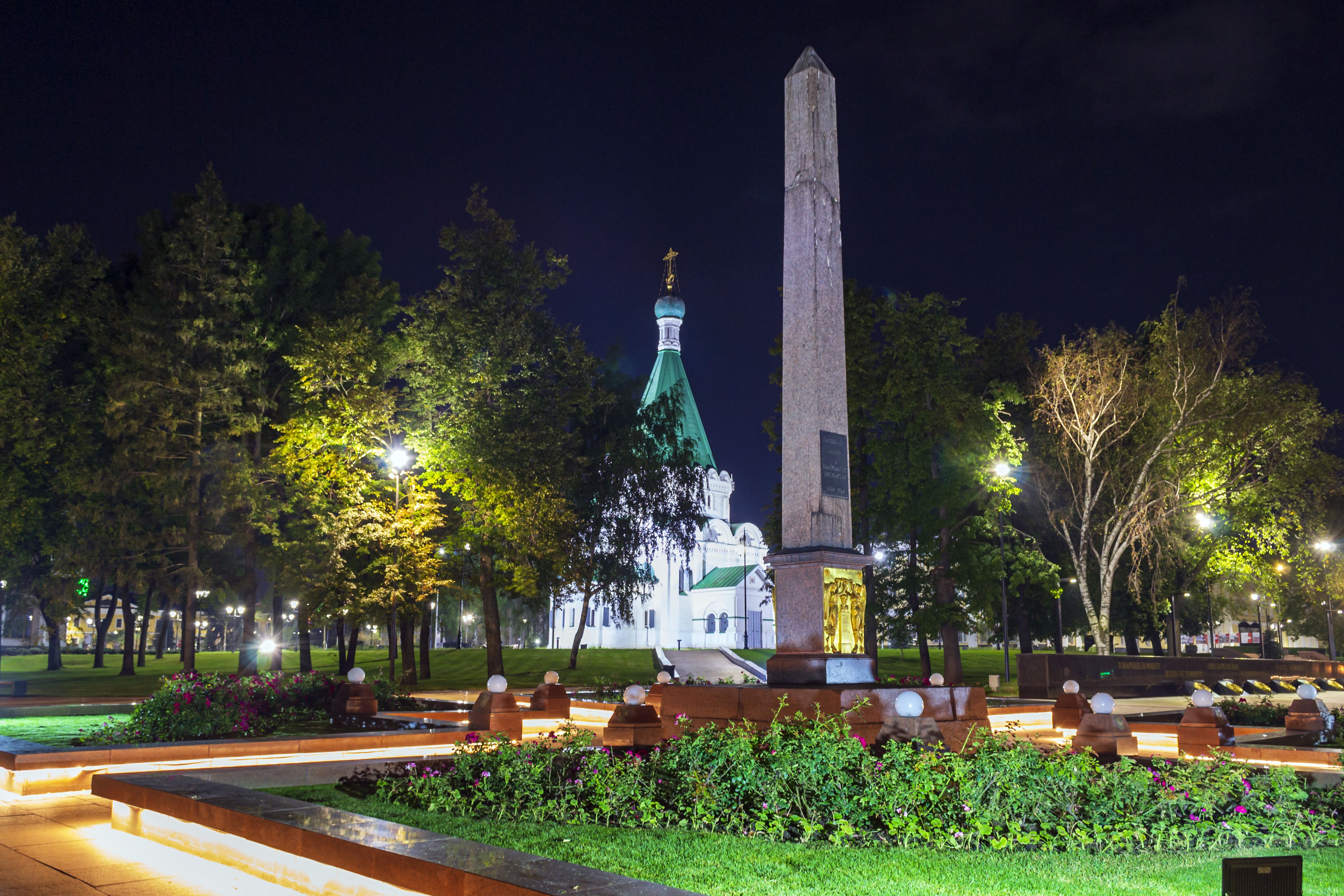
ミーニンとポジャルスキーのオベリスクと大天使聖ミカエル大聖堂

クレムリンには多くの教会があったが、唯一の生存は、16世紀半ばまでに建てられ、1628〜1631年に再建された大天使ミカエル大聖堂（「大天使大聖堂」）。クレムリンで現存する最古の建物で、大聖堂にはクジマ・ミーニンの墓がある。 1828年、クジマ・ミーニンとドミトリー・ポジャースキーに敬意を表してオベリスクが大天使大聖堂（建築家メルニコフとマルトス）の前に建設された。
軍事知事の家は1837年から1841年に建てられた。現在は美術館となっている。アーセナルは1840年から1843年にニコライ1世の指示で建てられた。 1931年に、変容大聖堂はソビエトの家に置き換えられ、その建物は現在、市議会の建物となっている。

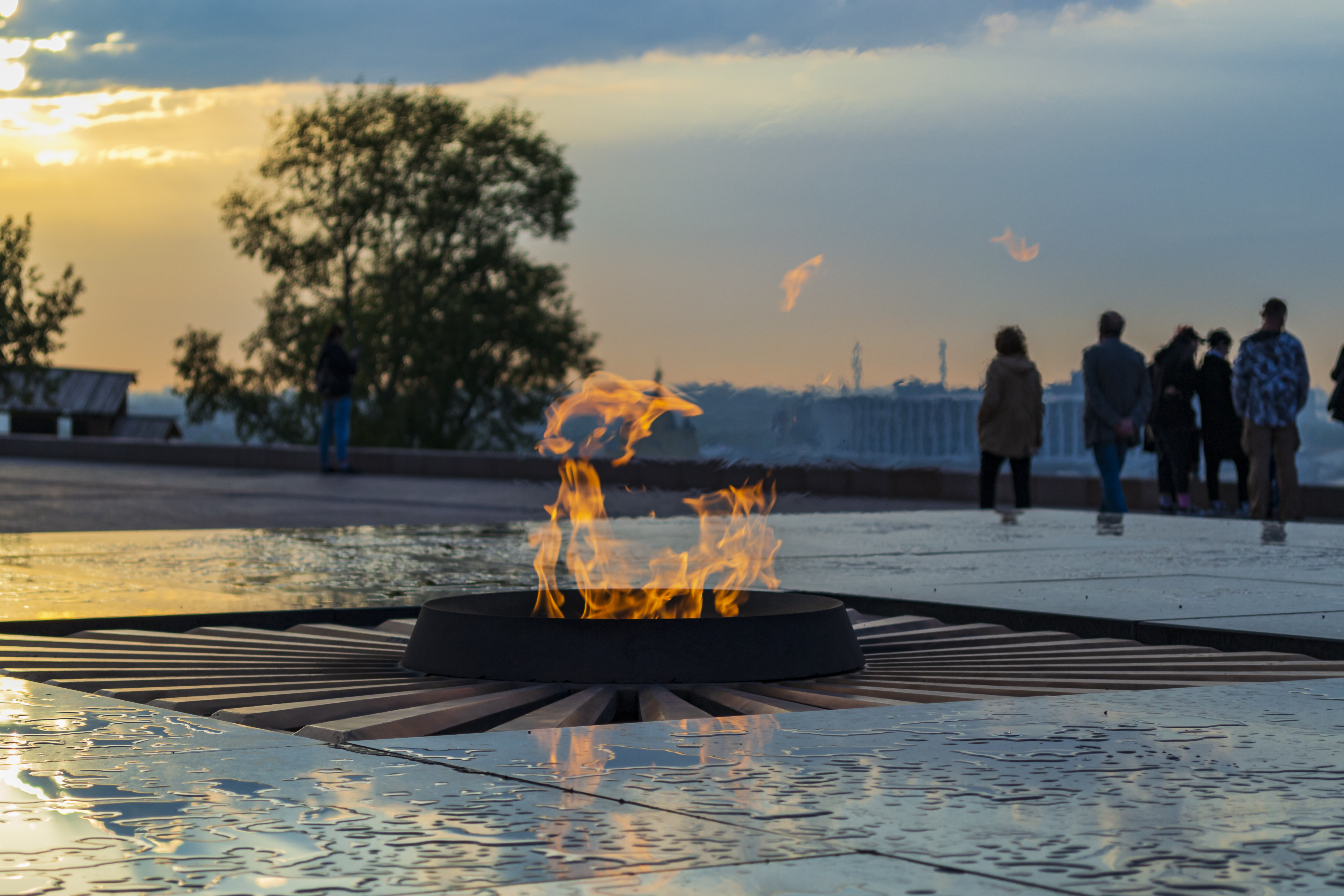
永遠の炎

1965年、第二次世界大戦で亡くなったニジニノヴゴロド市民を称える記念館が、ミーニンとポジャルスキーのオベリスクの近くに作られた。これには永遠の炎が含まれていた。